# خليج برادوك
خليج برادوك، يذكر أن الذي يشار إليه أحيانا بشكل غير صحيح باسم خليج برادوك هو خليج صغير في بحيرة أونتاريو يقع في مقاطعة مونرو شمال غرب روتشستر في نيويورك بالولايات المتحدة. وتشتهر برادوك باي نص غليظبكونها موقعا ممتازا لمشاهدة الطيور، إذ يتجمع فيها الجراب والطيور الأخرى عند الهجرة شمالا في الربيع.

## تاريخ
واسم الخليج مستمد من «النطق البربري» لاسمه الاصلي خليج بريدو الذي اشار إلى الجنرال البريطاني جون بريدو. وقد أطلق هذا الاسم على بريدو وقواته المؤلفة من ٣٢٠٠ جندي نزلوا في الخليج عام ١٧٥٩ وهم في طريقهم إلى معركة حصن نياغارا خلال الحرب الفرنسية والهندية حيث سيقتل بريدو. أدى سوء النطق المبدئي لاسم الخليج إلى بعض الارتباك مع الجنرال البريطاني إدوارد برادوك، مما أدى إلى الاسم الحالي للخليج.
كانت برادوك باي مارينا موطنا لسلاح الأسطول المساعد التابع لخفر السواحل الأمريكي ٤٥ منذ إنشائه في نوفمبر/تشرين الثاني ١٩٧٤ إلى أن حل الأسطول في نهاية عام ٢٠١١.

## إدارة الأراضي
تتم إدارة جزء كبير من الأراضي في هذا المجمع من المستنقعات والخلجان الصغيرة من قبل وزارة حماية البيئة بولاية نيويورك (نيسديك) باعتبارها منطقة برادوك باي لإدارة الحياة البرية التي تبلغ مساحتها 2125 فدانًا (8.60 كيلومتر مربع). تم إنشاء منطقة إدارة الحياة البرية في عام 1982 بعد أن قام مكتب ولاية نيويورك للمتنزهات والاستجمام والمحافظة التاريخية (نيسوبريتش) بنقل كل ما يقرب من 375 فدانًا (1.52 كم 2) من منتزهولاية خليج برادوك السابق (الذي أنشئ في عام 1956) إلى وزارة ولاية نيويورك للحفاظ على البيئة. تم تأجير الطرود المتبقية إلى بلدة اليونان في عام 1981.
اعتبارًا من عام 2014، احتفظ مكتب ولاية نيويورك للمتنزهات والترفيه والمحافظة التاريخية بملكية 387 أكر (1.57 كـم2) على الخليج. تتم صيانة الكثير من هذه الممتلكات من قبل بلدة اليونان مثل حديقة خليج برادوك، والتي تقع على الجانب الشرقي من الخليج المفتوح  وتتضمن محطة مراقبة الصقور.

## مشاهدة الطيور
يرعى مركز خليج برادوك لابحاث الطيور الجارحة مجموعة من البوم والصقور، التي يبلغ عددها ذروتها في أواخر مارس وأوائل أبريل.
يضم مجمع أيضًا:
- البومة وودز (بير أوركارد)
- محطة النطاقات
- البصاق (الشرق والغرب)
- الخليج
- التوت البري، برك طويلة وباك

بيتي بوينت: جزء من خليج برادوك يحتوي على حقول عشبية واسعة، وملاذ للعديد من أنواع الطيور العشبية (يمكن بسهولة سحق الأعشاش عند التجول خارج المسار في الربيع).
هوجان بوينت وطريق هينشر
نورثروب كريك
سلمون كريك
جزيرة كوخ وودز
روز مارش
تشمل الطيور التي يجب البحث عنها ما يلي:
- الربيع: طائر الملك الشرقي، الرايات النيلية، بوبولينك، عصفور السافانا والهارير الشمالي، مجموعات صغيرة من البط، روبينز، البجع وعصفور نيلسون.
- الصيف: الخرشنة السوداء، بحر قزوين ، الخرشنة الشائعة وخطاف البحر فورستر خلال فترات الهجرة، الطيور السوداء ذات الأجنحة الحمراء، البجع، مالك الحزين الأزرق العظيم، ونمنمة البردي في بعض الأحيان
- السقوط: طيور الشحرور ذات الأجنحة الحمراء، والعصافير، والبجع، ومالك الحزين الأزرق العظيم، ونسور الديك الرومي
- الشتاء: القرقف

## انظرأيضًا
- خليج العقبة
- خليج غينيا
- خليج السويس

## روابط خارجية
- برادوك باي رابتور للأبحاث
- مدينة اليونان: برادوك باي بارك
- قسم حفظ البيئة في ولاية نيويورك: منطقة إدارة الأسماك والحياة البرية في خليج برادوك